# Manzanilla (Huelva)
Manzanilla ist eine spanische Gemeinde der Provinz Huelva in Andalusien mit 2.216 Einwohnern (Stand: 2024). Die Gemeinde gehört zur Comarca El Condado.

## Lage
Manzanilla liegt etwa 65 Kilometer (Luftlinie) ostnordöstlich von Huelva in einer Höhe von ca. 165 m. Durch die Gemeinde führt die Bahnstrecke Huelva–Sevilla.

## Bevölkerungsentwicklung
| Jahr      | 1970  | 1980  | 1990  | 2000  | 2010  | 2020  |
| Einwohner | 3.011 | 2.533 | 2.562 | 2.464 | 2.362 | 2.190 |

## Sehenswürdigkeiten
- Kirche Mariä Reinigung (Iglesia de Santa María de la Purificación )

## Persönlichkeiten
- José Daza (um 1720–um 1785), Stierkämpfer
- Mariano Peña (* 1960), Schauspieler
- Francisco Peralta Osorno (1943–2020), Bogenschütze (Teilnehmer Olympische Spiele 1980 in Moskau)